# 穆罕默德·奥马尔
穆拉穆罕默德·奥马尔（普什圖語：‎ ；1960年—2013年4月23日）是阿富汗伊斯兰原教旨主义政治军事組織塔利班的创始人和精神领袖，在1996年－2001年担任政教合一的阿富汗伊斯蘭酋長國的最高领导人，拥有“信士的埃米尔”称号。奥马尔是一个虔诚的穆斯林，他几乎不在公众场合露面，对于媒体来说他是一个神秘人物。在上台之初他承诺将使阿富汗复兴，但后来却以严厉的伊斯兰教法来统治阿富汗。在他担任阿富汗最高领袖期间，阿富汗受到国际社会的孤立，其人权状况受到国际社会的广泛批评。另一方面，他堅持對自己所崇拜的奥萨马·本·拉登及其基地组织的庇护，多次拒绝联合国引渡本·拉登的要求。2001年九一一事件以后，北约发动阿富汗战争，推翻塔利班政权，他逃亡到阿富汗与巴基斯坦山区继续抵抗。他被美国政府悬赏一千万美元进行通缉。奥马尔在坎大哈陷落之后下落不明，媒体认为他在巴基斯坦境内指挥塔利班对抗哈米德·卡尔扎伊政府以及来自北约的军队。2015年7月，阿富汗政府證實，穆罕默德·奥马尔因为肺结核，於2013年4月23日於巴基斯坦卡拉奇的一家醫院逝世。美國政府也認為此消息高度可信。塔利班先是否认了这个说法，后来在翌日确认其死讯，不过没有公布其死亡日期，其公开的情况也与阿富汗政府所公布的多有出入。塔利班的二把手阿赫塔尔·穆罕默德·曼苏尔继承其位。

## 生平
奥马尔是普什图人，出生在阿富汗王国坎大哈省。他的出生日期有很多种说法，一些情报声称他出生于1955年至1962年之间，也有情报说他出生在1950年、或1953年，最迟的说法是1966年。他出生的详细地点也是个谜，Kamal Matinuddin认为他出生在1961年的坎大哈省本杰瓦伊区的諾迪赫（Nodeh）。还有情报说他出生在乌鲁兹甘省的同名村落。联合国安全理事会的塔利班制裁列表中，声称他出生在乌鲁兹甘省德赫拉乌德的诺迪赫。
奥马尔是遗腹子，幼年时候家里极为贫穷，他很小的时候就要维持生计。后来进入巴基斯坦开伯尔-普什图省的伊斯兰学校学习。1979年苏联侵略阿富汗之际，他成为圣战者，同苏联傀儡政权阿富汗民主共和国的军队展开游击战。他作战英勇，在对苏军作战中曾四度负伤。1986年，在喀布尔郊区的一场战斗中，奥马尔失去了右眼。养伤期间途经奎达的一所伊斯兰学校，在此期间他与被誉为“全球圣战之父”的阿卜杜拉·优素福·阿扎姆相识并拜他为师，广泛传播圣战思想。奥马尔后来前往卡拉奇说教，在那里他认识了奥萨马·本·拉登。
1989年，苏联军队自阿富汗撤退，阿富汗随即爆发了内战。1992年，苏联扶植的纳吉布拉傀儡政权垮台，奥马尔回到坎大哈，组建伊斯兰学校。1994年，奥马尔自称得到穆圣的托梦，决定武装起义。他召集了伊斯兰学校中的学生，又召集巴基斯坦和阿富汗的难民组建了著名的圣战组织塔利班。最初塔利班人数只有30人左右，配备步枪16挺。但塔利班痛恨腐败的军阀，救出了被军阀诱拐的少女，获得了民众的广泛支持，其他伊斯兰学校的学生也加入他们的队列。到1995年，塔利班已成为一股庞大的势力，占领了赫拉特。
1996年，塔利班占领阿富汗首都喀布尔，把纳吉布拉酷刑处死，建立新的政教合一政权——阿富汗伊斯兰酋长国，俗称塔利班政权。奥马尔被推举为最高领袖，获得“信士的埃米尔”（Amir al-mu'minin）的称号。成为最高领袖的奥马尔很少去首都喀布尔，长期住在坎大哈。
阿富汗伊斯兰酋长国的法律基于伊斯兰教法，奥马尔拥有发布伊斯兰教令的权限。塔利班试图以伊斯兰价值观来复兴阿富汗，然而，塔利班极为保守，禁止女子就业和接受教育，又存在众多侵犯人权的行为，受到国际上的广泛孤立。奥马尔给予基地组织领导人本·拉登庇护，引起美国和沙特阿拉伯的强烈不满，认为他支持恐怖主义。基地组织以阿富汗为根据地进行恐怖袭击训练，1998年美国大使馆爆炸案和2000年的科尔号驱逐舰袭击事件等等一系列恐怖袭击引起国际社会的注意。在1999年和2000年，联合国两次通过决议，要求阿富汗当局引渡本·拉登，但遭到奥马尔的拒绝。在2000年坎大哈的会晤中，奥马尔对中国驻巴基斯坦大使陆树林保证说塔利班不会“允许任何组织用其领土从事任何反对中国的活动。
2001年9月11日，美国多个地方发生恐怖袭击事件（九一一事件）。美国通过调查确认本·拉登为这一系列事件的主谋，再次要求阿富汗引渡本·拉登，遭到奥马尔的拒绝。此后，北约与北方联盟一起，发动阿富汗战争，对塔利班政权进行进行军事打击。美国悬赏一千万美元捉拿他。11月，奥马尔下令放弃首都喀布尔，逃往山中打游击战，塔利班政权垮台。
奥马尔性格沉默寡言，在担任最高领袖期间从不在媒体面前和外交活动中露面，甚至连一张官方照片都没有。据说他身材高大，接近两米。2001年12月，奥马尔在坎大哈的住宅遭到美军的炮击，奥马尔10岁的儿子和一个叔叔身亡，他本人与一些残余的塔利班武装分子逃走，此后下落不明。一说他逃到阿富汗与巴基斯坦边境的普什图人聚居地继续指挥对抗阿富汗亲美政权。
奥马尔与亲塔利班组织哈卡尼网络等合作，对抗美军和阿富汗政权。2004年，巴基斯坦记者穆罕默德·谢赫扎德（Mohammad Shehzad）通过手机成功采访了奥马尔。奥马尔声称本·拉登还活着，他上一次与本拉登联系是在采访前的数个月。奥马尔声称塔利班“像猎杀猪一样猎杀美军”。
奥马尔虽然长期下落不明，但关于他的消息却经常传出。2006年6月，奥马尔宣称被美军击毙的伊拉克“统一圣战组织”领导人阿布·穆萨布·扎卡维是殉道者，并向他致敬。他还声称在阿富汗和伊拉克的抵抗运动“不会被削弱”。2007年1月，被阿富汗政府军俘获的塔利班新闻发言人穆罕默德·哈尼夫向阿富汗当局供述称，奥马尔在巴基斯坦三军情报局的庇护下生活在巴基斯坦俾路支省首府奎达。消息一出，遭到巴基斯坦的断然否认。
2009年11月，华盛顿时报又宣称奥马尔在巴基斯坦三军情报局的协助下，于10月搬到了卡拉奇。2010年1月，曾担任奥马尔教官的巴基斯坦退役准将Amir Sultan Tarar宣称奥马尔计划与基地组织决裂，以达到阿富汗和平。
2011年1月，《华盛顿时报》报道称，奥马尔由于突发心脏病，在1月7日被送入卡拉奇的一家医院治疗。巴基斯坦驻美国大使侯賽恩·哈卡尼声称这是“无稽之谈”。5月23日，又有新闻报道称奥马尔在两天前被巴基斯坦三军情报局负责人Hamid Gul杀害。Hamid Gul随即发表声明，称这是不实报导。7月20日，塔利班发言人扎比乌拉·穆贾希德和穆罕默德·优素福用手机发布讯息称奥马尔已死。随后两人迅速发布信息否认此事，声称他们的手机、网站和电子邮件遭到駭客攻击，并发誓要报复网络运营商。2012年，奥马尔给美国总统奥巴马的电子邮件被人破解，信中流露出奥马尔对和谈略有兴趣。
2015年7月29日，阿富汗政府声称，从塔利班的一位不愿透露姓名的前塔利班政权部长那里了解得到消息，奥马尔因肺结核，于2013年4月在巴基斯坦的卡拉奇一家医院逝世，埋在一个靠近阿富汗边境的地方。一些塔利班人士否认他已死去，另一些认为这是一个宣传上的诡计，他们在巴基斯坦宣布撕毁与阿富汗政府间的和平协议。阿富汗国家安全局发言人阿卜杜勒·哈西卜·塞迪奇（Abdul Hassib Seddiqi）宣称：“我们正式确认他已经死了。”次日，塔利班宣称从奥马尔亲属那里得知奥马尔病逝的消息，从而确认了奥马尔的死讯。但塔利班并没有发布其死亡的具体时间，也没有说他具体死去的地点。塔利班宣称奥马尔在逝世前两周内健康状况开始变差，并且奥马尔从未有一天进入过巴基斯坦。塔利班宣布将为奥马尔举行为期三天的宗教仪式。
奥马尔的助手阿赫塔尔·穆罕默德·曼苏尔成为塔利班领袖，并在8月1日第一次发表公开演讲。但有部分塔利班的武装不承认他的领袖地位。根据情报得知，奥马尔的儿子穆罕默德·雅各布试图取得塔利班领导权但失败。一些评论人士认为，曼苏尔的继任将会使塔利班陷入分裂之中。

### 引用
1. ↑  . February 2003  [2015]. （原始内容存档于2014-10-11）.
2. 1 2  Goldstein, Joseph; Shah, Taimoor. . New York Times. 2015-07-30  [2015-07-31]. （原始内容存档于2018-06-16）.
3. 1 2 3  Nikhil Kumar. . Time. July 29, 2015  [July 29, 2015]. （原始内容存档于2018-12-26）.
4. 1 2  . Dawn. 31 July 2015  [31 July 2015]. （原始内容存档于2015-08-01）.
5. ↑  .   [2015-07-31]. （原始内容存档于2018-12-26）.
6. ↑  . 10 January 2011  [November 2014]. （原始内容存档于2014-11-02）.
7. ↑  . （原始内容存档于2015-04-14）.
8. ↑  Goodson (2001) p. 107
9. ↑  Nikhil Kumar. . Time. July 29, 2015  [July 29, 2015]. （原始内容存档于2018-12-26）.
10. ↑  . 香港電台. 2015年7月29日.（繁體中文）
11. 1 2  . Rewards for Justice Program. US Department of State. （原始内容存档于2006-10-05）.
12. ↑  .   [2010-02-17]. （原始内容存档于2009-02-09）.
13. ↑  Coll, Steve. . The New Yorker. 23 January 2012  [2015-07-31]. （原始内容存档于2015-07-31）.
14. 1 2  FACTBOX: Five Facts on Taliban Leader Mullah Mohammad Omar （页面存档备份，存于）. Reuters (17 November 2008). Retrieved on 31 March 2013.
15. ↑  Shane, Scott. . 10 October 2009  [6 September 2014]. （原始内容存档于2019-03-31）.
16. ↑  Shane, Scott. . International New York Times. 10 October 2009  [2015-07-31]. （原始内容存档于2015-08-01）.
17. ↑  . . 3 October 2013  [15 August 2014]. （原始内容存档于2015-05-01）.
18. 1 2 3  United Nations Security Council Committee established pursuant to resolution 1988 (2011). "The List of individuals and entities established pursuant to Security Council Resolution 1988 (2011)" （页面存档备份，存于）
19. ↑  Mickolus, Edward F.; Simmons, Susan L.  Vol. 1. Santa Barbara, CA: Praeger Security International. 2011: 200  [2015-07-31]. ISBN 9780313374715. （原始内容存档于2016-07-29）.
20. ↑  Rashid, Taliban, (2001)
21. ↑  . Indian Defence Review. 1995, 10: 33.
22. ↑  Yunas, S. Fida.  Vol. 2. 1997: 876. Amir of the Taliban and commander of its Mohammadi Lashkar. Born in Nodeh village in Kandhar, now lives in Singesar village in Kuashke Nakhud area of Kandahar's Maiwand district. His family once shifted to Tarinkot, capital of Uruzgan province, before settling in Singesar.
23. ↑  Matinuddin, Kamal. . Oxford: Oxford University Press. 1999: 222  [2015-07-31]. ISBN 9780195792744. （原始内容存档于2016-05-16）.
24. ↑  . The National Interest. 2015-08-18  [2019-07-16]. （原始内容存档于2019-01-08）.
25. ↑  . Foreign Policy. 2015-08-03  [2019-07-16]. （原始内容存档于2019-07-04）.
26. ↑  Stephen Tanner, Afghanistan: A Military History, 2008
27. ↑  Independent Online, "They said Mullah Omar's natural father had died years before and, following Afghan custom, his mother had married his uncle."Refugees say Taliban leader's son killed Archive.today的存檔，存档日期2012-08-04, 11 October 2001
28. 1 2  . Rediff.com. 12 April 2004  [23 January 2013]. （原始内容存档于2011-05-13）.
29. ↑  . BBC News. 9 June 2006  [2 July 2006]. （原始内容存档于2015-11-17）.
30. ↑  "Mullah Omar 'hiding in Pakistan'" （页面存档备份，存于）, BBC News, 18 January 2007.
31. ↑  Lake, Eli; Carter, Sara A.; Slavin, Barbara. . The Washington Times. 20 November 2009  [20 November 2009]. （原始内容存档于2015-02-26）.
32. ↑  "Afghan Taliban leader ready to end al-Qaida ties, says former trainer – Mullah Muhammad Omar 'a good man' and wants peace in Afghanistan, says Brigadier Sultan Amir Tarar" （页面存档备份，存于）. The Guardian (London) (29 January 2010). Retrieved on 31 March 2013.
33. ↑  Agence France-Presse, "Pakistan 'treated Taliban leader'", The Japan Times, 20 January 2011, p. 1.
34. ↑  "Taliban leader Mullah Omar killed" （页面存档备份，存于）. Presstv.ir (23 May 2011). Retrieved on 31 March 2013.
35. ↑  . Reuters. 23 May 2011  [2015-07-31]. （原始内容存档于2015-08-06）.
36. ↑  Shalizi, Hamid, Reuters, "Taliban say Mullah Omar death report false, phone hacked （页面存档备份，存于）", Yahoo! News, 20 July 2011.
37. ↑  . The Daily Telegraph (London). 3 February 2012  [3 February 2012]. （原始内容存档于2015-06-11）.
38. ↑  . Reuters. 3 February 2012  [3 February 2012]. （原始内容存档于2015-06-10）.
39. ↑  . BBC News. 29 July 2015  [2015-07-31]. （原始内容存档于2015-07-31）.
40. ↑  L. O'Donnell. . Associated Press (07.29.2015).   [2015-07-29]. （原始内容存档于2015-07-29）.
41. ↑  AFP (Sky News) - News - World: Middle East 的存檔，存档日期2015-08-02. published by Telstra Media 1 August 2015 [Retrieved 2015-08-02]
42. ↑  .   [2015-08-02]. （原始内容存档于2015-08-02）.
43. ↑  Mullah Omar: Taliban choose deputy Mansour as successor （页面存档备份，存于）, BBC News, July 30, 2015
44. ↑  . BBC News. 30 July 2015  [2015-07-31]. （原始内容存档于2019-09-09）.

## 关联条目
- 塔利班
- 阿富汗伊斯蘭酋長國

| 官衔                                            | 官衔                                            | 官衔                                                  |
| ----------------------------------------------- | ----------------------------------------------- | ----------------------------------------------------- |
| 前任者： 布尔汉努丁·拉巴尼 為阿富汗伊斯兰国总统 | 阿富汗伊斯兰酋长国最高委员会主席 1996年－2001年 | 繼任者： 布尔汉努丁·拉巴尼 為阿富汗伊斯兰过渡政府总统 |
| 头衔新设立                                      | 阿富汗塔利班最高领导人 1994年－2013年           | 空缺下一位持有相同頭銜者：阿赫塔尔·穆罕默德·曼苏尔    |